# Akuma (fribrottare)
José Luis Florencio Martínez, mer känd under artistnamnet Akuma, född 1996 i Saltillo, Coahuila är en mexikansk fribrottare inom den mexikanska stilen lucha libre. Sedan sin debut i förbundet 12 maj 2012 brottas Akuma i Consejo Mundial de Lucha Libre (CMLL). Han tränades av Arkangel de la Muerte, El Hijo del Gladiador, Franco Colombo, Tony Salazar och Virus samt sin äldre kusin Demus 3:16.
Tillsammans med Espanto Jr. har han bildat gruppen La Ola Negra.